# Echinichonidae
Famille
Les Echinichonidae sont une famille de Ciliés de la classe des Phyllopharyngea, et de l’ordre des Paracinetida.

## Étymologie
Le nom de la famille vient du genre type Echinichona, du grec ancien ἐχῖνος / echínos, « épine, hérisson », et -chona, « entonnoir », littéralement « entonnoir épineux », peut-être en référence aux petites dents que le cône de ce cilié porte sur ses marges.

## Description
Les Echinichonidae ont une taille petite (<80 µm) à moyenne (80 à 200 µm). Leur forme est rhombique ou fusiforme, nettement aplatie dorso-ventralement. Ils se composent d’un cône à paroi lisse et à petites dents sur ses marges, et d’un collier distinct étroit et court. Leur ciliation se compose : d'un champ long et étroit (côté droit), et d’un champ très réduit (côté gauche). Ils sont fixés sur un pédoncule  plus ou moins long suivant les espèces. Ils possèdent une crypte très profonde et large. Leur macronoyau est hétéromère et ellipsoïde. Au moins un micronoyau est présent. Vacuole contractile et cytoprocte sont absents. Leur mode d’alimentation n’est pas connu.

## Habitat
Les Echinichonidae vivent en milieu marin, en parasite ou en commensal sur des crustacés de la famille des nébalidés.

## Liste des genres
Selon GBIF (31 juillet 2024)  et Lynn (2010) :
- Coronochona Yankovskii, 1973
- Echinichona Jankowski, 1973 genre type
  - Espèce type : Echinichona regina Jankowski, 1973
- Eurychona Yankovskii, 1973

## Systématique
Le nom valide de ce taxon est Echinichonidae Jankowksi, 1973.